# Penselmöja
Penselmöja (Ranunculus penicillatus) är en ranunkelväxtart som först beskrevs av Barthélemy Charles Joseph Dumortier, och fick sitt nu gällande namn av Charles Cardale Babington. Penselmöja ingår i släktet ranunkler, och familjen ranunkelväxter. Inga underarter finns listade i Catalogue of Life.

## Bildgalleri

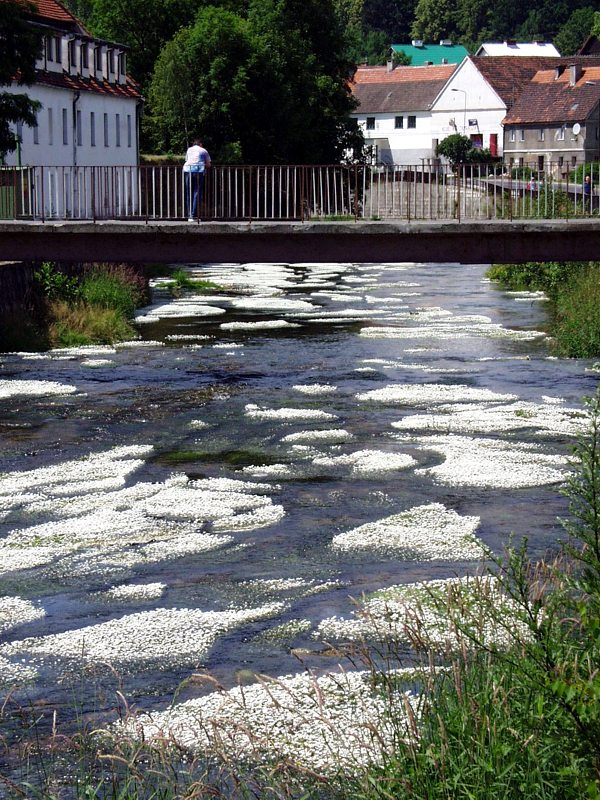
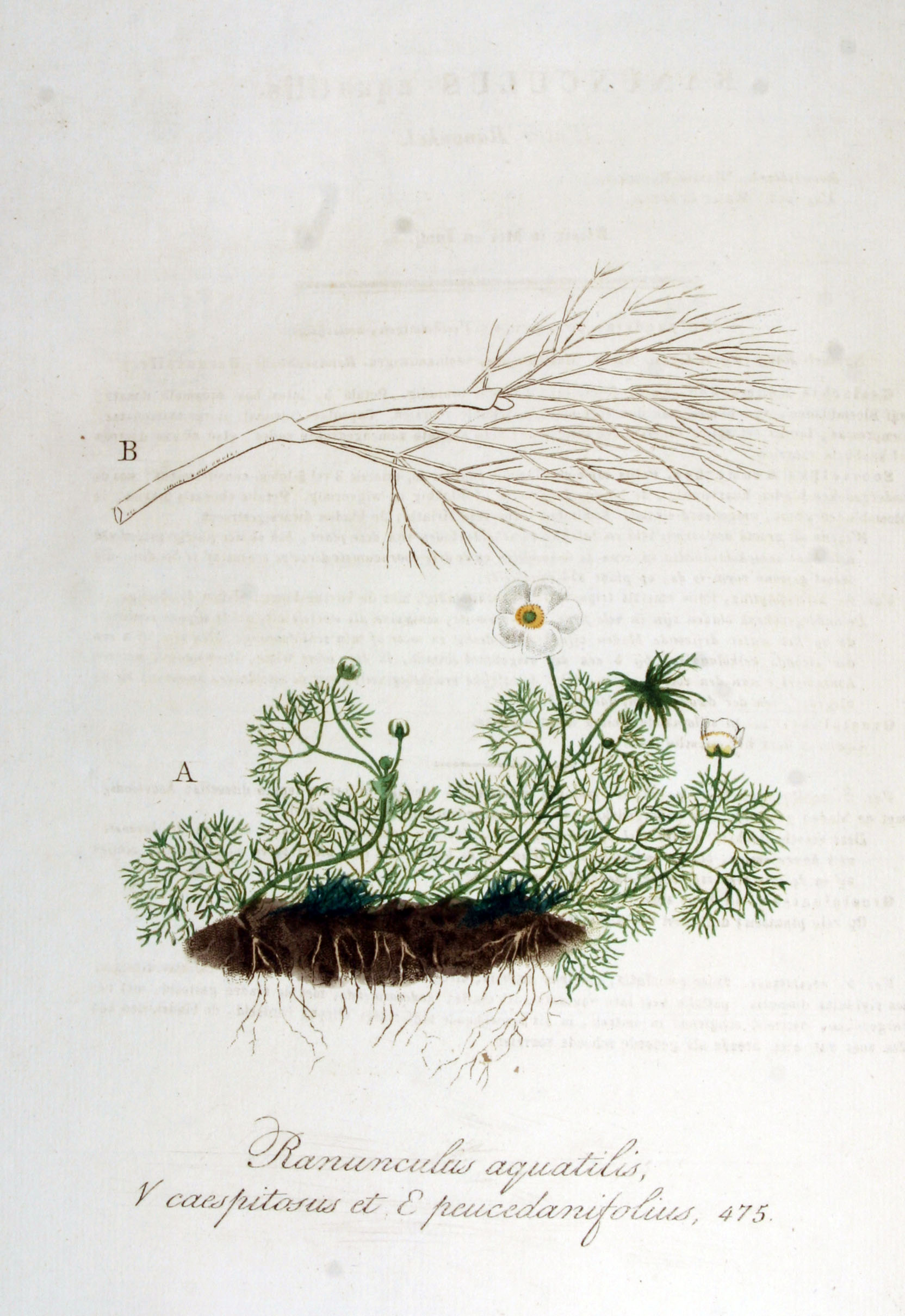